# (2936) Nechvíle
(2936) Nechvíle (1979 SF; 1966 UL) ist ein ungefähr neun Kilometer großer Asteroid des mittleren Hauptgürtels, der am 17. September 1979 vom tschechischen (damals: Tschechoslowakei) Astronomen Antonín Mrkos am Kleť-Observatorium auf dem Kleť in der Nähe von Český Krumlov in der Tschechischen Republik (IAU-Code 046) entdeckt wurde.

## Benennung
(2936) Nechvíle wurde nach Vincenc Nechvíle (1890–1964) benannt, der Professor für Astronomie an der Karls-Universität war. Während eines Aufenthalts in Frankreich arbeitete er mit J. W. Ritchey sowie Paul und Prosper Henry zusammen.